# Ferrocarril de Londres y Birmingham
El Ferrocarril de Londres y Birmingham (en inglés London and Birmingham Railway, abreviado como L&BR) fue una de las primeras compañías ferroviarias del Reino Unido, que existió desde 1833 hasta 1846, cuando pasó a formar parte del Ferrocarril de  Londres y del Noroeste (L&NWR).
La línea de ferrocarril 112 millas (180 km) que la compañía abrió en 1838, entre Londres y Birmingham, fue la primera línea interurbana que se construyó desde Londres. Ahora es la sección sur de la West Coast Main Line.
La línea fue diseñada por Robert Stephenson. Comenzaba en la Estación de Euston en Londres, y se dirigía hacia el noroeste hasta Rugby, donde giraba hacia el oeste en dirección a Coventry y luego hacia Birmingham. Terminaba en la Estación de Curzon Street, que compartía con el Ferrocarril Grand Junction (GJR), cuyos andenes adyacentes daban un intercambio con conectividad total (incluidos los vagones) entre Liverpool, Mánchester y Londres.

## Historia

### Planes iniciales
El ingeniero ferroviario John Rennie propuso una línea ferroviaria de Londres a Birmingham en 1823 y formó una empresa para construirla mediante una ruta a través de Oxford y Banbury, una ruta que luego tomó el Great Western Railway.
Poco después, Francis Giles formó una empresa rival cuya línea habría pasado por Watford Gap y Coventry. Ninguna empresa obtuvo respaldo para su plan y, a finales de 1830, las dos empresas decidieron fusionarse.
La nueva compañía nombró ingeniero jefe a Robert Stephenson, quien eligió la ruta a través de Coventry, en gran parte para evitar posibles inundaciones del río Támesis en Oxford.

### El L&BR
El prospecto del Ferrocarril de Londres y Birmingham ofrecía los siguientes incentivos a los posibles inversores:

Primero, la apertura de fuentes nuevas y lejanas de abastecimiento de víveres a la metrópoli; en segundo lugar, viajar fácil, barato y rápido; tercero, el intercambio rápido y económico de los grandes artículos de consumo y de comercio, tanto internos como externos; y por último, la conexión por ferrocarril de Londres con Liverpool, los ricos pastos del centro de Inglaterra y los distritos industriales más importantes; y, a través del puerto de Liverpool, para permitir una comunicación más rápida con Irlanda.

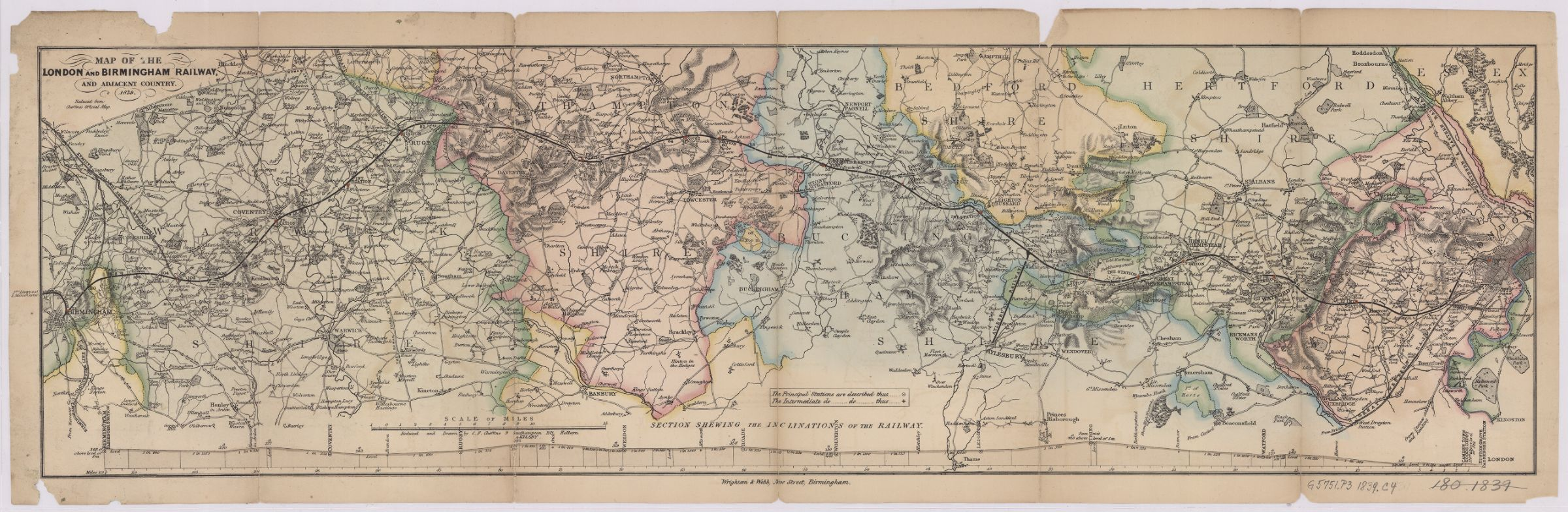
Plano del Ferrocarril de Londres y Birmingham, con la línea y el territorio adyacente (por C.F. Cheffins, 1839)

La empresa se creó con una capitalización inicial de 5.500.000 libras.
Gran parte de los fondos suscritos procedían de Lancashire, donde se estaban obteniendo grandes beneficios en la industria de los tejidos de algodón.
La construcción de la línea fue objeto de mucha oposición por parte de los terratenientes, que organizaron una campaña a principios de la década de 1830 para evitar que el L&BR abriera una línea a través de sus propiedades. Se llevaron a cabo tumultuosas reuniones públicas en ciudades del oeste de Hertfordshire para protestar contra el proyecto, incluida una celebrada en la casa pública King's Arms en Berkhamsted. Otro acto se llevó a cabo en Watford, al que asistieron pares de la nobleza ricos e influyentes que tenían propiedades en la ruta planificada de la línea: el conde de Essex deseaba a toda costa proteger su finca de Cassiobury de la invasión del "caballo de hierro", al igual que el conde de Clarendon, que era dueño de la propiedad conocida como The Grove. El anatomista Sir Astley Cooper también estuvo presente, con la intención de evitar que el nuevo ferrocarril atravesase su finca de Gadebridge. El 22 de junio de 1832, Lord Brownlow de Ashridge expresó su oposición en la Cámara de los Lores a "forzar el paso del ferrocarril propuesto a través de la tierra y la propiedad de una proporción tan grande de terratenientes disconformes". La primera solicitud de la compañía del L&BR de una Ley del Parlamento para construir la línea fue rechazada en 1832, debido a la presión de los terratenientes y a los intereses de los accionistas de las carreteras y canales.
Se modificaron las propuestas de rutas ferroviarias a través de Hertfordshire; se aprobó una segunda Ley en mayo de 1833 y la línea recibió consentimiento real. La construcción comenzó en noviembre de ese año. La línea seguiría el río Bulbourne en lugar del río Gade, bordeando el límite de Hemel Hempstead para proteger los intereses de Sir Astley Cooper; por esta razón, la Estación de Hemel Hempstead se encuentra 1 milla (1,6 km) fuera del centro de la ciudad, en  Boxmoor.

### Construcción

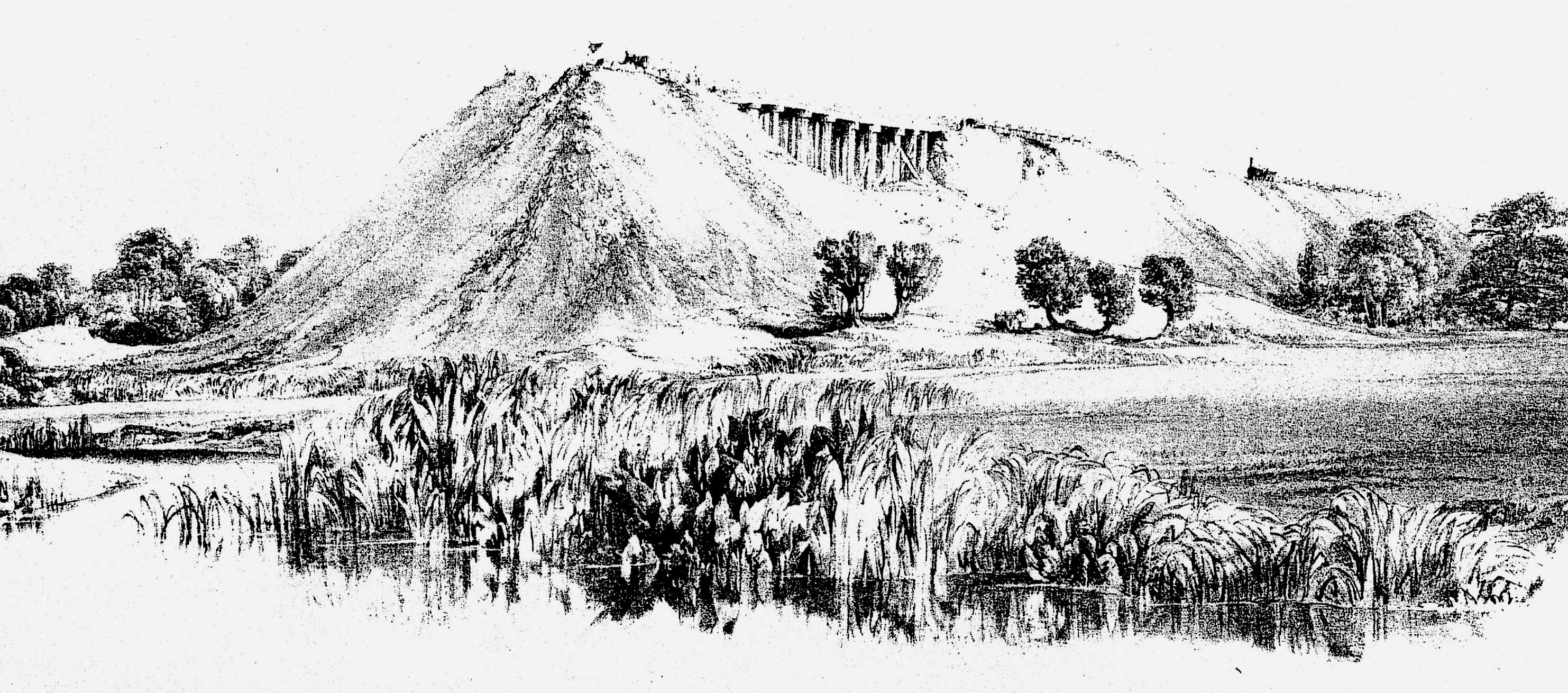
Construcción de un terraplén en el Valle de Wolverton (río Gran Ouse), 28 de junio de 1837

Peter Lecount, un ingeniero asistente del ferrocarril de Londres y Birmingham, elaboró una serie de comparaciones, posiblemente exageradas, en un esfuerzo por demostrar que el ferrocarril de Londres y Birmingham era "la obra pública más grande jamás ejecutada en tiempos antiguos o modernos". En particular, sugirió que el esfuerzo para construir la Gran Pirámide de Guiza equivalía a levantar 15 733 000 000 ft³ (446 000 000 m³) de piedra por  1 pie (0,305 m) de altura.
El ferrocarril, excluyendo una larga serie de tareas (drenaje, lastrado, etc.) supuso el levantamiento de 25 000 000 000 ft³ (708 000 000 m³) por pie de alto de material reducido al peso de la piedra utilizada en la pirámide. La pirámide implicó, dice, el esfuerzo de 300.000 hombres (según Diodoro Sículo) o 100.000 (según Heródoto) durante veinte años. El ferrocarril involucró a 20.000 hombres durante cinco años. De paso, también señaló que el costo del ferrocarril en piezas de un centavo era suficiente para formar un cinturón de centavos alrededor del ecuador; y la cantidad de material movido sería suficiente para construir un muro de un 1 pie (30,5 cm) de alto por un pie de ancho, más de tres veces alrededor del ecuador.

### Apertura

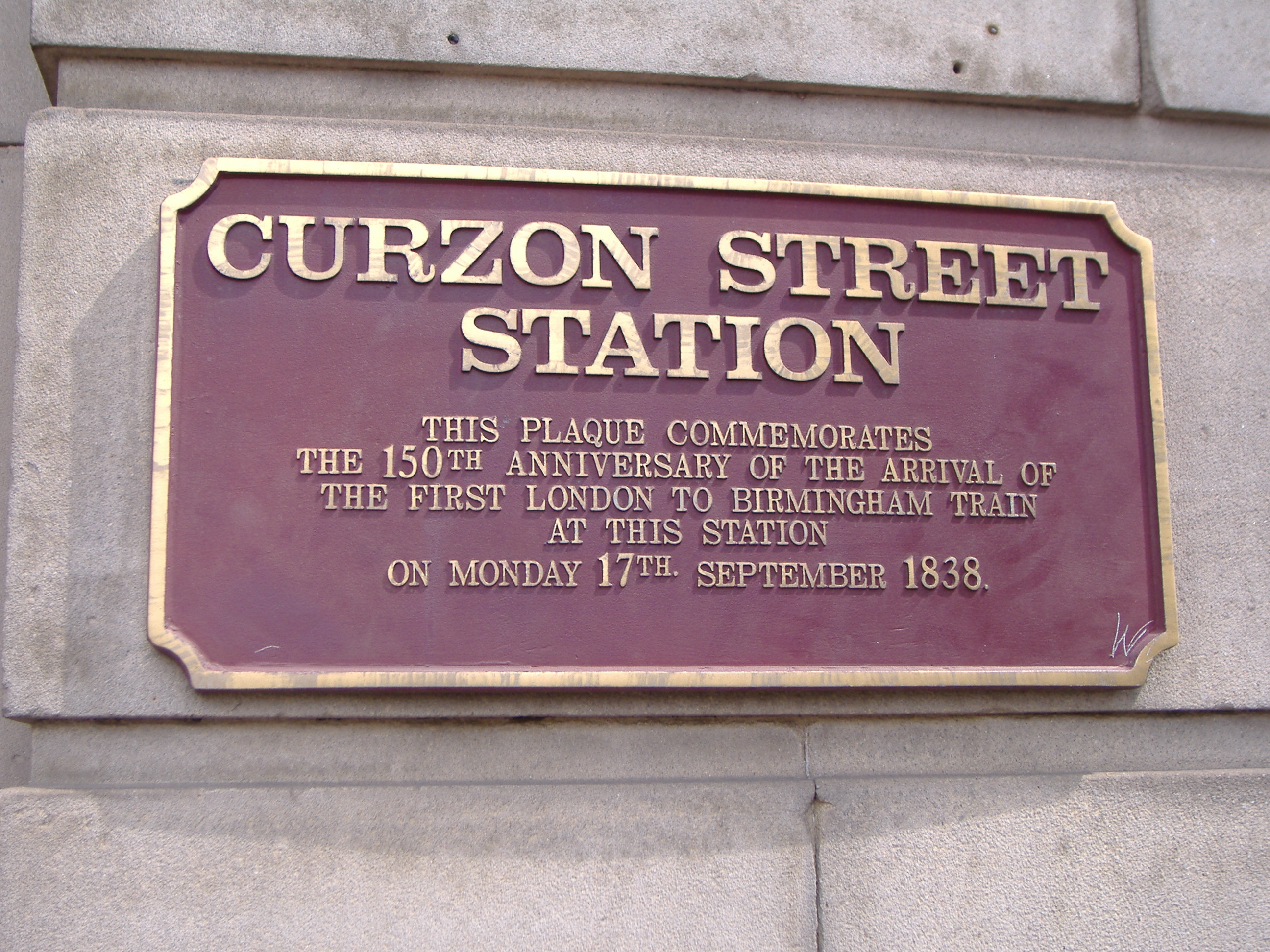
Placa en la Estación de Curzon Street que conmemora la llegada del primer tren de Londres a Birmingham

Se había planeado que la línea se abriera al mismo tiempo que el Ferrocarril Grand Junction, que llegaba a Birmingham desde el norte. Sin embargo, la gran dificultad para construir el túnel de Kilsby en Northamptonshire retrasó la apertura. La primera parte de la línea entre la Estación de Euston y Boxmoor (Hemel Hempstead) se inauguró el 20 de julio de 1837. Los servicios se ampliaron a Tring el 16 de octubre de 1837. El 9 de abril de 1838, la compañía abrió el extremo norte de la línea, entre Birmingham y Rugby, y el extremo sur desde Londres a una estación temporal en Denbigh Hall, cerca de Bletchley, con un servicio de diligencias que conectaba los dos tramos para dar continuidad a los viajes a Londres. La línea se inauguró oficialmente por completo el 17 de septiembre de 1838, y ese día llegó el primer tren de pasajeros de Londres a Birmingham. Estos trenes invertían cinco horas y media en completar el viaje de 112+1/2 de milla (181,1 km).

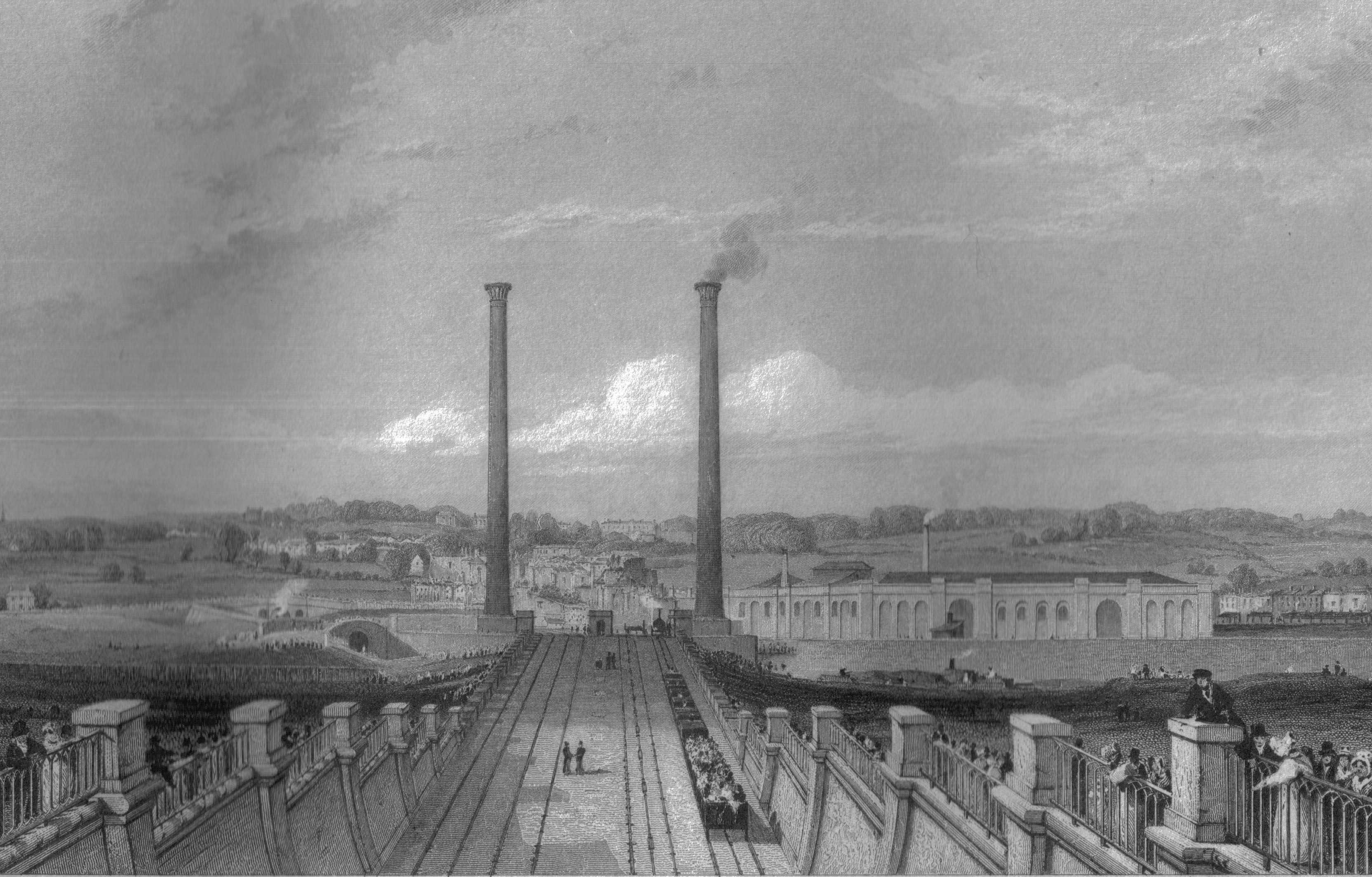
Camden Town, chimeneas de las máquinas de vapor estacionarias y talleres de locomotoras en 1838.

A menudo se ha afirmado que inicialmente, debido a la poca potencia de las primeras locomotoras, los trenes de Euston fueron izados remolcados por cable a lo largo de la rampa relativamente empinada hacia Camden, utilizando una máquina de vapor estacionaria. Sin embargo, este extremo fue negado por Peter Lecount, uno de los ingenieros del L&BR, quien escribió en su 'Historia del ferrocarril que conecta Londres y Birmingham' (1839), página 48: "No es porque las locomotoras no puedan arrastrar un tren de vagones por esta pendiente que se utiliza una máquina de vapor fija y una cuerda sin fin, porque pueden hacerlo y lo han hecho; esto se debe a que la Compañía está restringida, por su Ley del Parlamento, a hacer funcionar locomotoras más cerca de Londres que Camden Town". El ferrocarril se inauguró desde Euston el 20 de julio de 1837; el trabajo de las máquinas de vapor estacionarias y el remolcado mediante cables no comenzaron hasta el 27 de septiembre, y manejaron todos los trenes desde el 14 de octubre de 1837. Hasta entonces, y cada vez que se detenía el sistema de cables por reparaciones, las locomotoras arrastraban los trenes cuesta arriba. A partir de noviembre de 1843 se trabajaron algunos expresos sin recurrir al sistema de cables, y a partir del 15 de julio de 1844 cesó definitivamente el trabajo de las máquinas de vapor estacionarias.

### Locomotoras

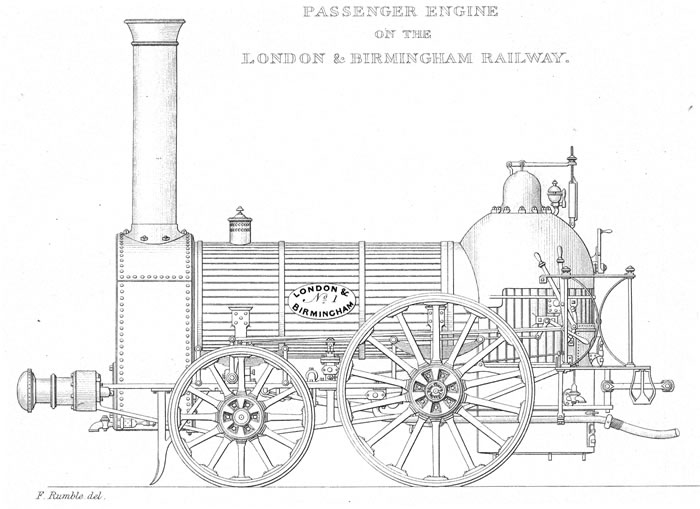
Una de las primeras locomotoras tipo Bury 2-2-0 para trenes de pasajeros del L&BR

Inicialmente, se decidió que sería más barato encargar la explotación del ferrocarril a un contratista, siendo Edward Bury el adjudicatario en mayo de 1836. El contrato estipulaba que la empresa proporcionaría locomotoras según las especificaciones presentadas por Bury, quien debería mantenerlas en buen estado y repararlas en su caso. Recibiría unas tasas fijas por cada pasajero y por cada tonelada de mercancía transportada a una velocidad como mínimo de 22+1/2 de milla por hora (36,2 km/h).
Bury facilitó las especificaciones y los planos para una locomotora de pasajeros y para otra de mercancías, y a mediados de 1841 el L&BR estaba equipado con sesenta máquinas de pasajeros 2-2-0 y y de treinta máquinas de mercancías 0-4-0. Todas tenían cilindros interiores y cámaras de combustión con techo abovedado, y estaban montadas sobre bastidores de barras interiores, siendo fabricadas por siete empresas diferentes, incluida la propia compañía de Bury.
Explotar la línea por contrato nunca funcionó en la práctica, debido al imprevisto crecimiento del tráfico y a la demanda de velocidades más altas, por lo que en julio de 1839 se anuló el contrato, y a partir de entonces, Bury fue contratado como gerente del Departamento de Locomotoras de la forma habitual, con un salario fijo y bonificación por beneficios.
Al final de la etapa independiente del L&BR en julio de 1846, la compañía disponía de aproximadamente 120 locomotoras. Se habían adquirido algunas máquinas de seis ruedas motrices, aunque algunas de ellas resultaron inferiores a las originales de cuatro ruedas tractoras.
Los talleres de locomotoras se establecieron en 1838 en Wolverton, aproximadamente a medio camino entre las dos terminales de Londres y Birmingham. Estos talleres permanecieron en uso para reparaciones de locomotoras hasta 1877, pero fueron asumidos gradualmente por el Departamento de Transporte desde 1864 y permanecieron como instalaciones de fabricación hasta la década de 1980. Hoy en día, solo algunas partes de los talleres originales se utilizan para el mantenimiento y reparación del material rodante.

### Estaciones
Cuando el ferrocarril se inauguró por completo, tenía dieciséis estaciones intermedias entre Londres y Birmingham. Las estaciones de "primera clase" (servidas por todos los trenes) estaban en Watford, Tring, Leighton, Wolverton, Blisworth, Weedon, Rugby y Coventry. Además, las estaciones intermedias de "segunda clase" (servidas únicamente por trenes más lentos de segunda clase) estaban en Harrow, Boxmoor, Berkhamsted, Bletchley, Roade, Crick, Brandon y Hampton in Arden. Más tarde, Roade fue designada como de primera clase debido a sus conexiones de diligencia. Desde aproximadamente 1844 se abrieron los andenes en Camden para que los billetes se pudieran adquirir en los trenes con rumbo al sur. Se convirtió en una estación abierta al público en 1851.

### Enlaces y sucursales

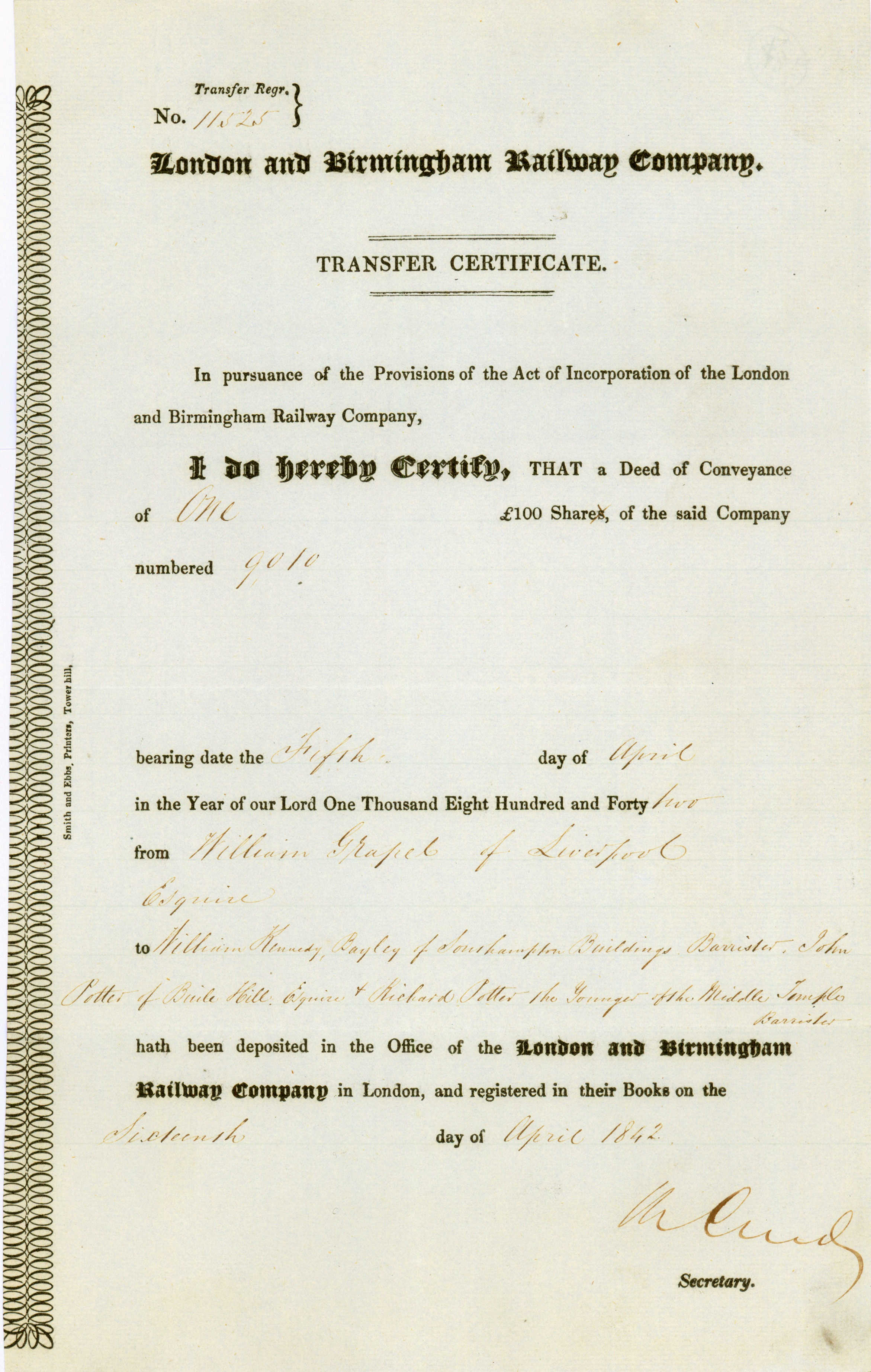
Certificado de Transferencia de la London and Birmingham Railway Company, emitido el 16 de abril de 1842

La primera rama de la línea principal fue el Ferrocarril de Aylesbury, con origen en la estación del mismo nombre. Era un tramo de 7 millas (11,3 km) de vía única, que abrió en 1839 y fue arrendado al L&BR hasta que fue comprado por el Ferrocarril de Londres y del Noroeste (LNWR) en 1846. El Ferrocarril de Warwick y Leamington Union, un ramal de casi 9 millas (14,5 km) entre Coventry y Leamington Spa, fue comprado por el L&BR en 1843 e inaugurado en 1844.
Desde 1840, cuando el Ferrocarril Midland Counties hizo un cruce con su línea en Rugby, el L&BR también proporcionó conexiones a través de Londres a las East Midlands y al Noreste. También hizo conexiones con el Ferrocarril de Birmingham y Derby Junction en Hampton in Arden, entre Coventry y Birmingham.
En 1845, el Ferrocarril de Northampton y Peterborough, una sucursal de 47 millas (75,6 km) de la línea principal, se abrió desde la Estación de Blisworth. También en 1845 se alquilaron los ramales de Bletchley a Bedford y de Leighton a Dunstable, que se abrieron en 1846 y 1848. En 1846, el L&BR arrendó el Ferrocarril del Oeste de Londres (junto con el GWR) que abrió en 1844 entre Willesden Junction y la cuenca del canal en Kensington.
El L&BR compró el Ferrocarril de Trent Valley en 1846 en nombre del LNWR; esta línea de 50 millas (80,5 km) conectaba la Estación de Rugby del L&BR con Stafford en el Ferrocarril Grand Junction, creando así una línea más directa desde Londres a Liverpool y Mánchester al evitar la ruta original a través de Birmingham. El Ferrocarril de Rugby y Stamford, una ramal más en los condados del este, fue aprobado en 1846.

### Fusión

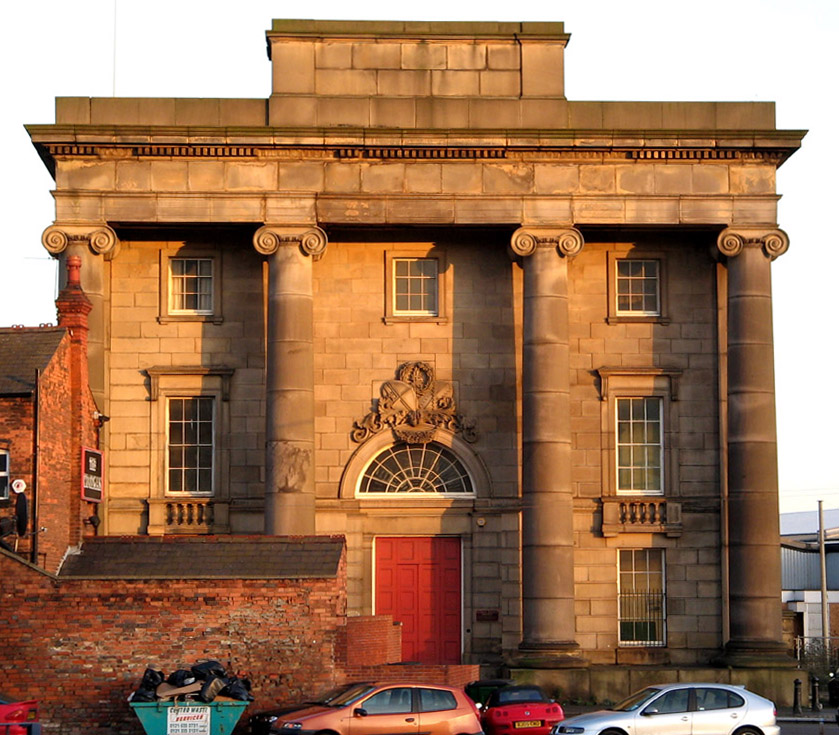
Estación de Curzon Street (diseñada por Philip Hardwick), el término de la línea en Birmingham

En julio de 1846 el L&BR se fusionó con el Ferrocarril Grand Junction y el Ferrocarril de Mánchester y Birmingham para formar el Ferrocarril de Londres y del Noroeste, que a su vez fue absorbido más tarde por el Ferrocarril de Londres Midland y Escocés, antes de pasar finalmente a manos del British Rail (BR) nacionalizado en 1948, y formar parte de la West Coast Main Line como se la conoce hoy en día. El mayor cambio en la línea durante este período fue la electrificación, que se llevó a cabo a mediados de la década de 1960 como parte del Plan de Modernización de BR.

Ninguna de las terminales originales del L&BR, ambas diseñadas por Philip Hardwick, ha sobrevivido en su forma original. La estación de Curzon Street en Birmingham se cerró al tráfico de pasajeros en 1854 (el edificio de entrada original permanece) cuando fue reemplazado por la Estación de New Street, mientras que la estación original de Euston en Londres fue demolida en 1962 para dar paso a la estructura actual que se inauguró en 1968. Cuando se produjo el cierre de Curzon Street como estación de pasajeros, las instalaciones se convirtieron en el depósito de mercancías del Ferrocarril de Londres y del Noroeste (Birmingham) y entró en pleno funcionamiento en 1865, y continuó funcionando como depósito de paquetería hasta 1966.

## Imágenes del Ferrocarril de Londres y Birmingham (1838)

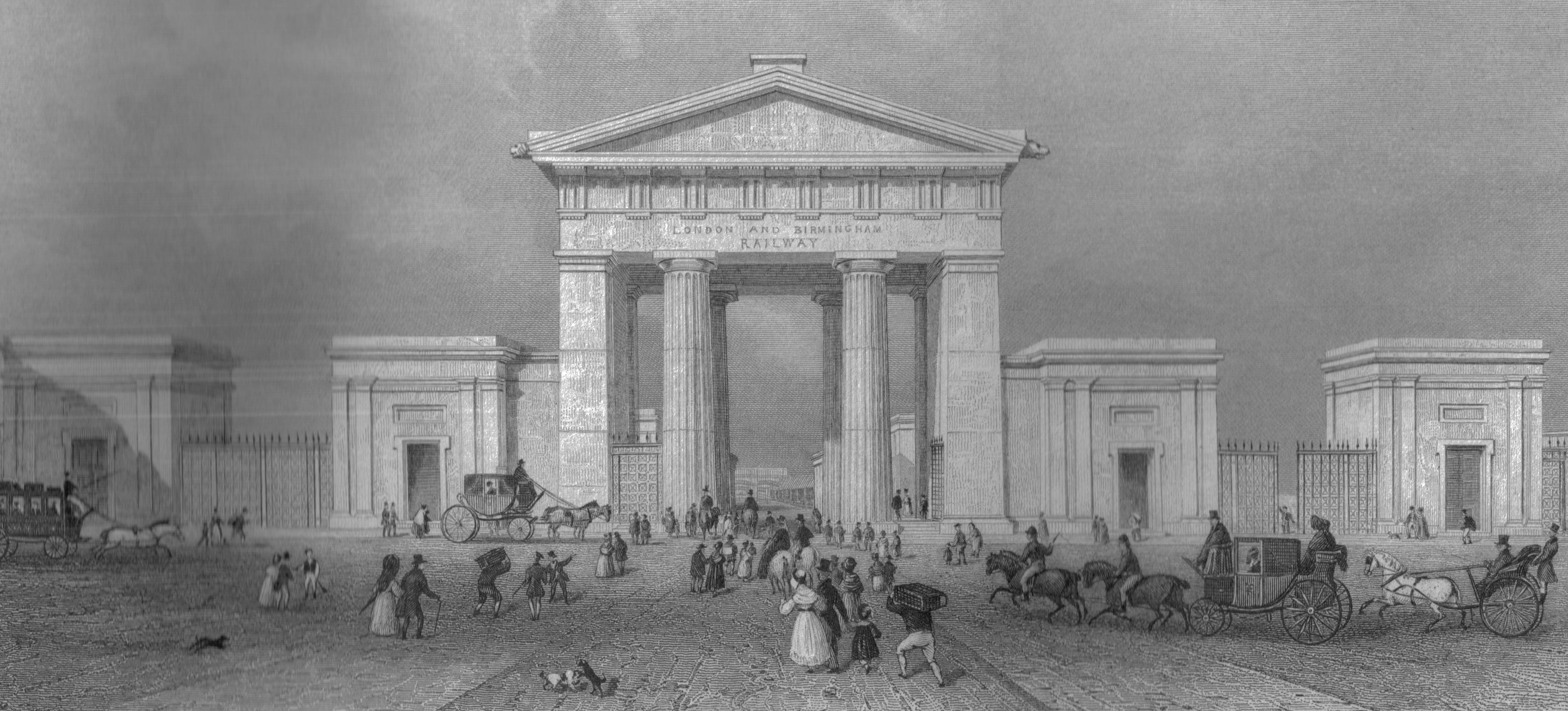
Entrada de la estación de Euston, por Edward Radclyffe
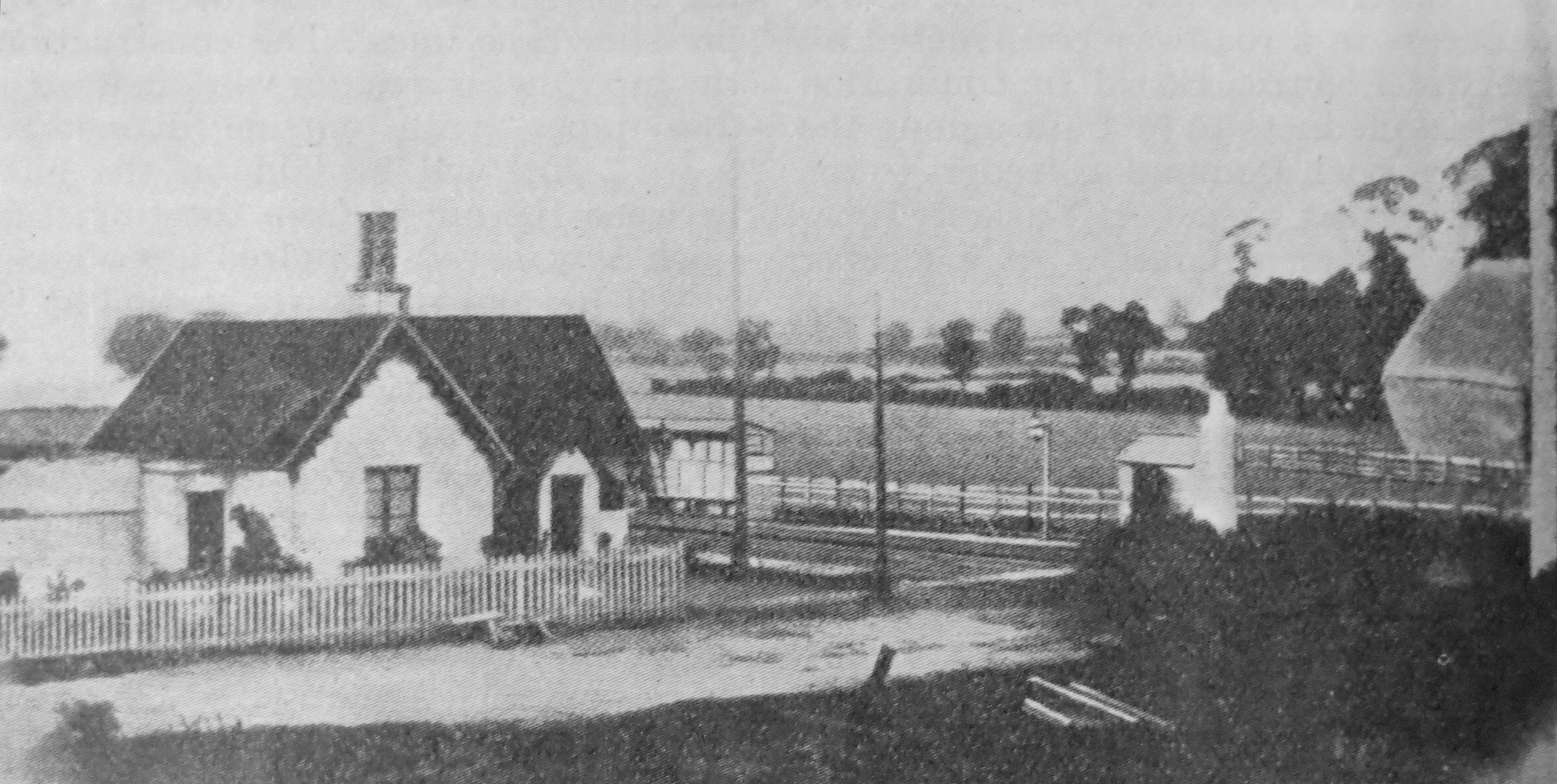
Estación de Willesden (inaugurada en julio de 1842) y paso a nivel de Acton Lane
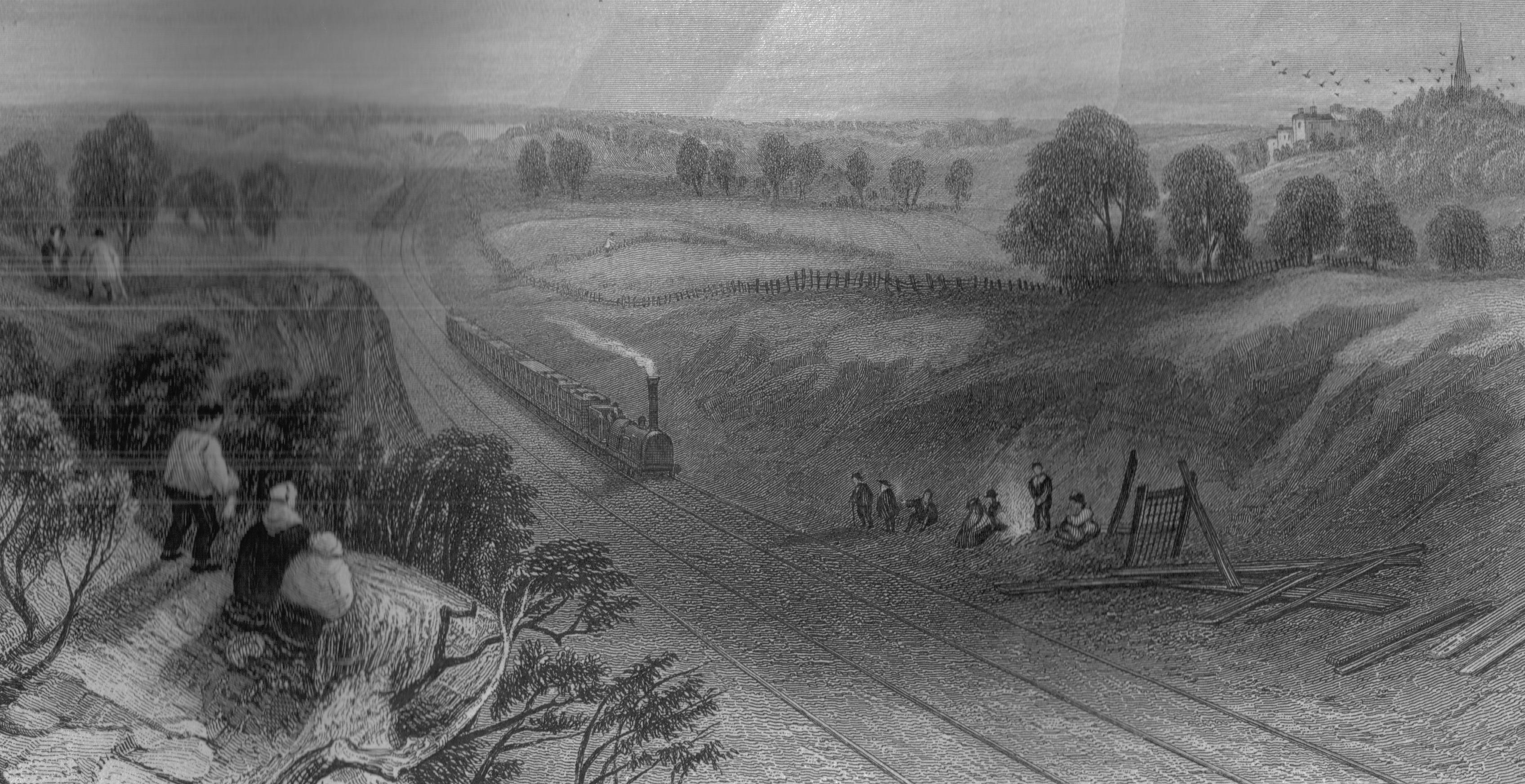
Trinchera del ferrocarril de Harrow on Hill, 1838
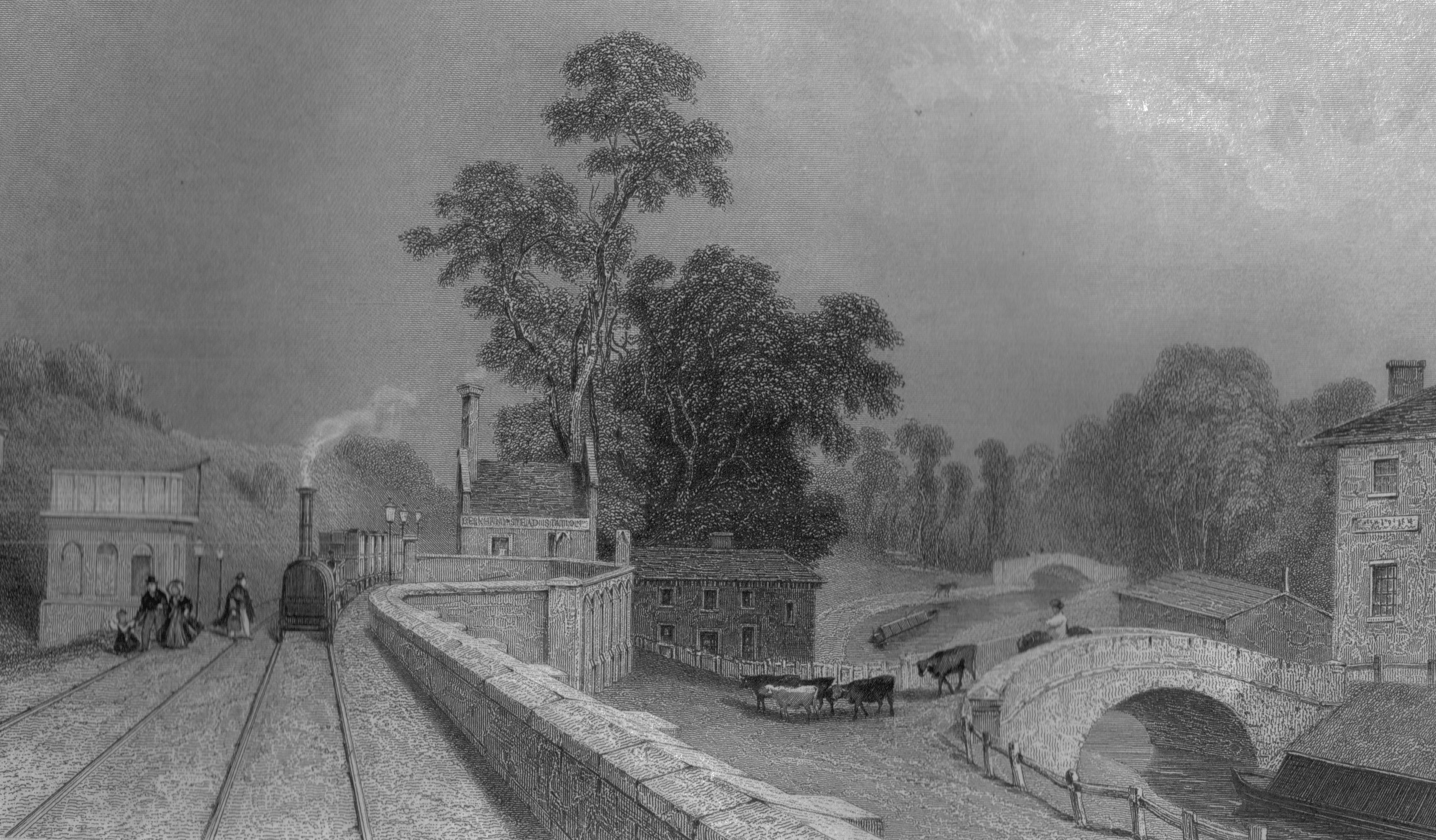
Estación de Berkhamsted en 1838 con el Canal Grand Junction a la derecha
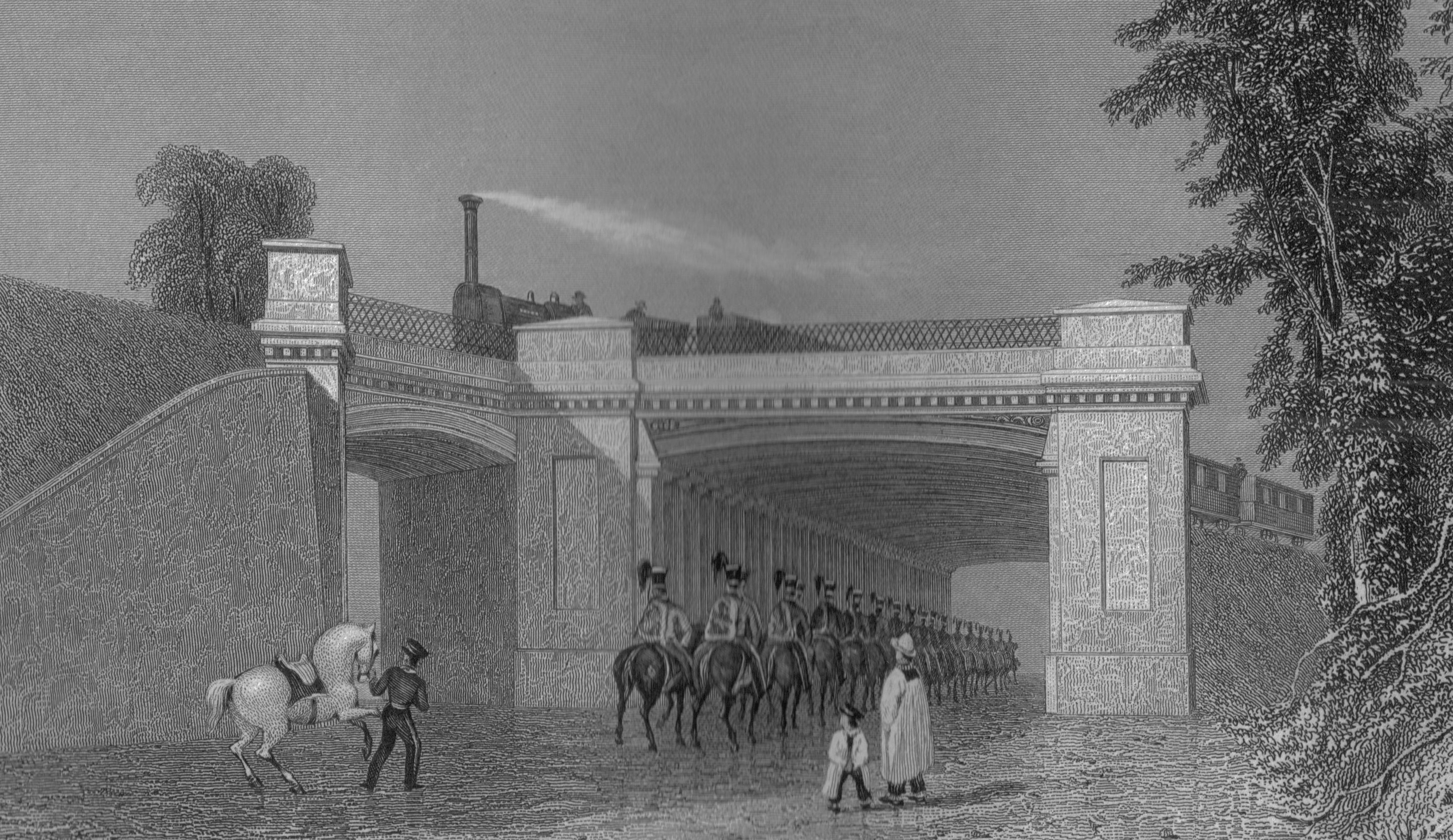
Puente de Denbigh Hall
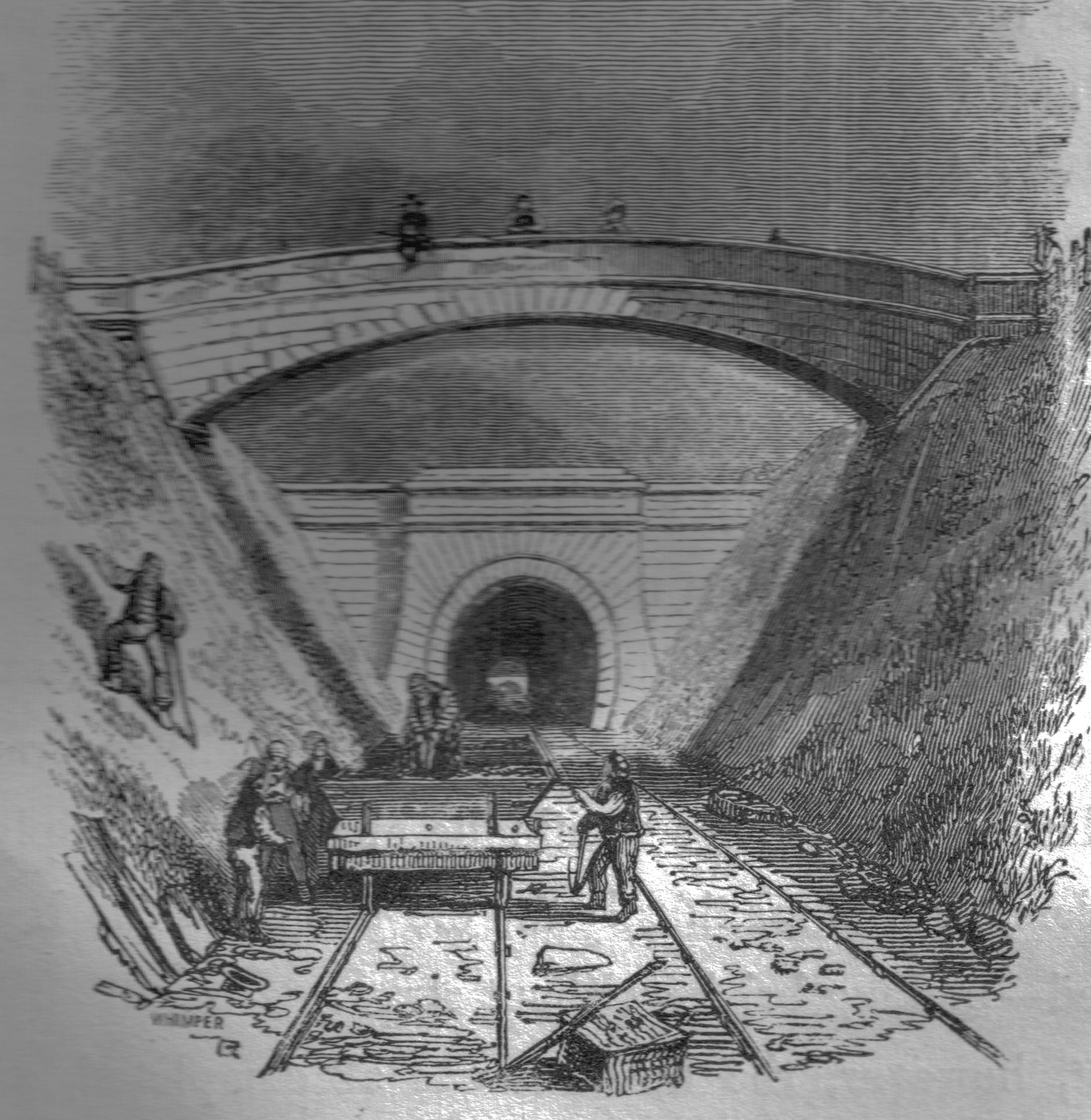
Túnel de Beechwood, cerca de Coventry
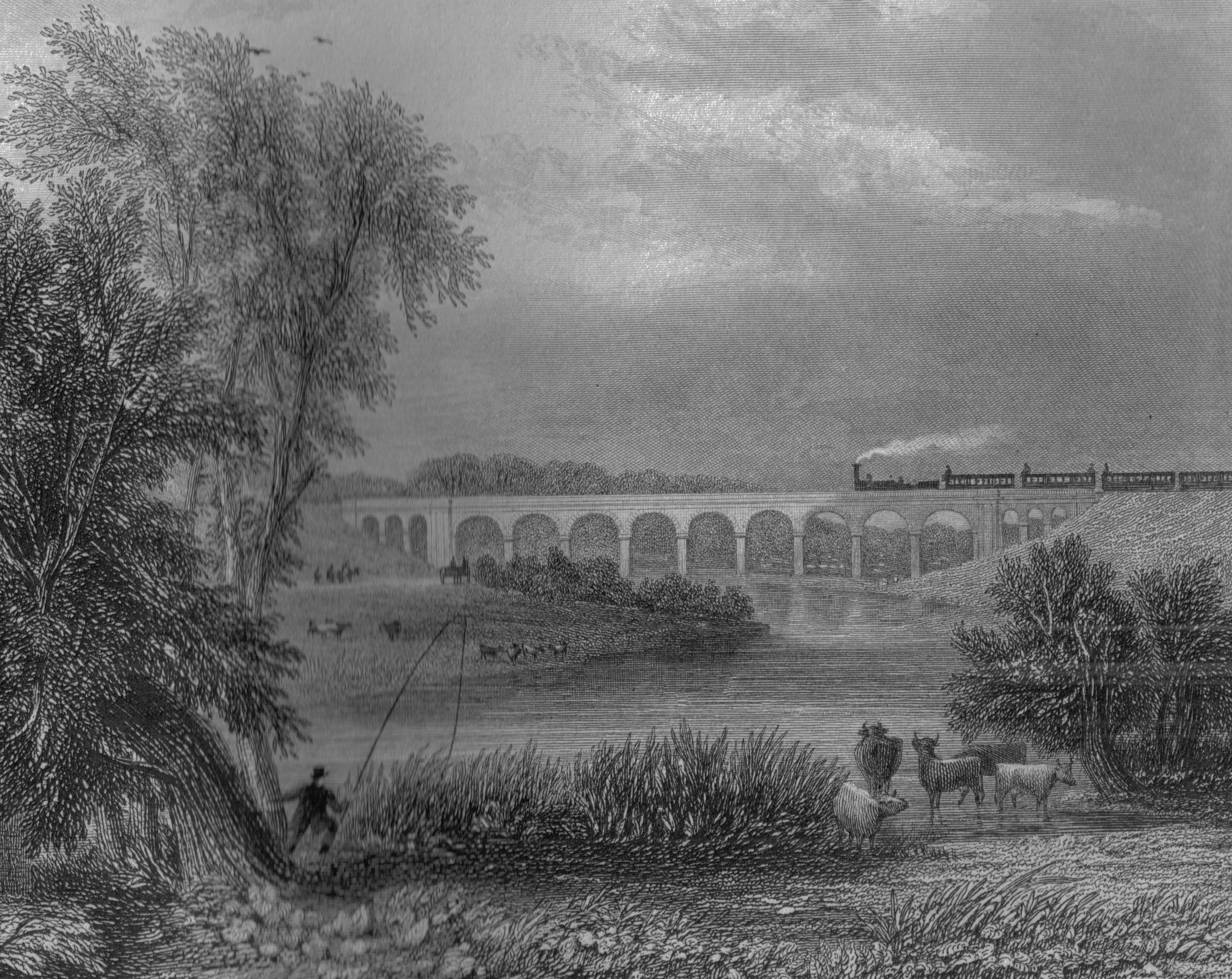
El viaducto sobre el río Avon cerca de Wolston en 1838
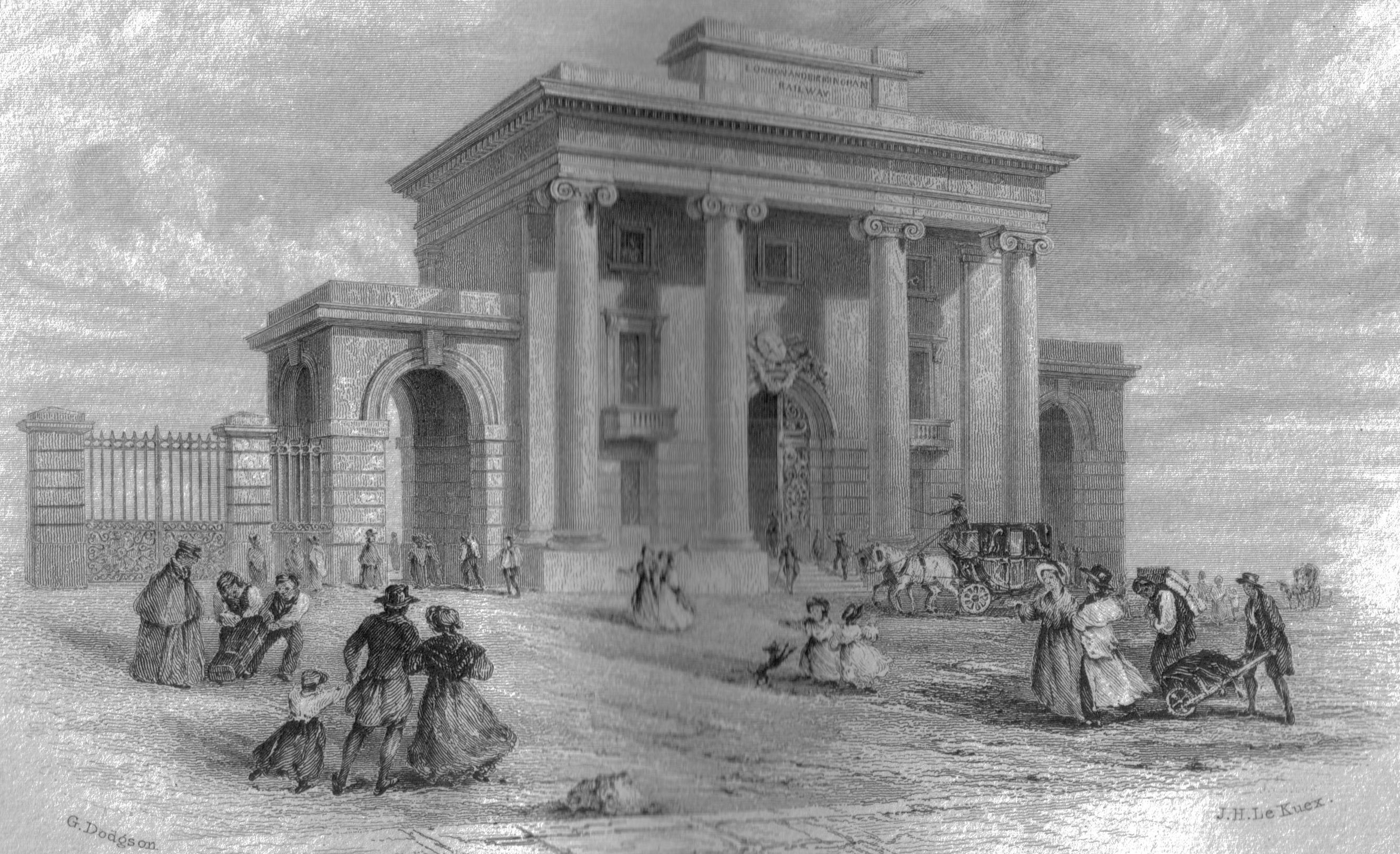
Terminal de Birmingham, como se pretendía inicialmente con arcos en los flancos (que no se construyeron)
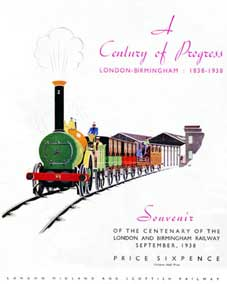
Conmemoración del centenario del Ferrocarril de Londres y Birmingham en 1938, que ilustra la locomotora [2-2-0] de Edward Bury